# 戰地神探
《戰地神探》（原名：福伊爾的戰爭，“Foyle's War”），是2002年10月至2015年1月在英國獨立電視網（ITV）播出的以二戰和冷戰初期為時間背景，以黑斯廷斯和倫敦為地點的歷史偵探連續劇。它描述了探長克里斯托弗·福伊爾處理偵破一系列與二戰戰爭和東西冷戰的大環境纏繞在一起的撲朔迷離、錯綜複雜的凶殺案。劇情内容并非是簡單地非黑即白的描寫，而是通過案情反映出英國政府的正邪界限的模糊以及平民在戰爭陰霾下人性的動蕩。戰後季更反復表達了對戰爭勝利本質的思考和質疑以及展現了剛剛拉開的與蘇聯進行間諜戰的冷戰序幕。編劇兼製作人安東尼·霍洛維茨是英國著名偵探推理作家，曾參與《大偵探波羅》電視連戲劇的編寫，因此在這部連續劇中，也參照了阿加莎·克里斯蒂的寫作手法。全劇共分八季，共28集，每一集時長平均約90分鐘。

## 劇集
| 劇集及創作時間      | 劇情時間背景         | 劇集系列標題                                                           | 劇本創作者                                                                              |
| ------------------- | -------------------- | ---------------------------------------------------------------------- | --------------------------------------------------------------------------------------- |
| 第一季 2002年       | 1940年5月-8月        | 1（1）德國貴婦 2（2）白色羽毛 3（3）凶殺教訓 4（4）空襲之日            | 安東尼·霍洛維茨 安東尼·霍洛維茨 安東尼·霍洛維茨                                         |
| 第二季 2003年       | 1940年9月-10月       | 1 （5） 50艘船舶 2 （6） 臥底 3 （7） 戰爭游戲 4 （8） 恐懼的洞穴      | 安東尼·霍洛維茨 安東尼·霍洛維茨、馬修·哈爾 安東尼·霍洛維茨、邁克爾·羅素 安東尼·霍洛維茨 |
| 第三季 2004年       | 1941年2月-6月        | 1 （9） 魔術戲法 2 （10） 敵人炮火 3 （11） 農場凶殺案 4 （12） 神經戰 | 安東尼·霍洛維茨 安東尼·霍洛維茨 羅布·海蘭德 安東尼·霍洛維茨                             |
| 第四季第一部 2006年 | 1942年3月-8月        | 1 （13）美國大兵 2 （14）嫌隙                                          | 安東尼·霍洛維茨 安東尼·霍洛維茨                                                         |
| 第四季第二部 2007年 | 1942年12月-1943年3月 | 1 （15） 凄涼的隆冬 2 （16） 戰爭的犧牲者                              | 安東尼·霍洛維茨 安東尼·霍洛維茨                                                         |
| 第五季 2008年       | 1944年4月-1945年5月  | 1 （17） 攻擊方案 2 （18） 魂碎情歸 3 （19） 真相大白                  | 安東尼·霍洛維茨 邁克爾·卓別林 安東尼·霍洛維茨                                           |
| 第六季 2010年       | 1945年6月-8月        | 1 （20） 俄國人住宅 2 （21） 血脈牽魂 3 （22） 藏而不露                | 安東尼·霍洛維茨 戴維·卡恩 安東尼·霍洛維茨                                               |
| 第七季 2013年       | 1946年8月-9月        | 1 （23）無價指環 2 （24）身陷囹圄 3 （25）葵花噩夢                     | 安東尼·霍洛維茨 戴維·卡恩 安東尼·霍洛維茨                                               |
| 第八季 2015年       | 1946年10月-1947年1月 | 1 （26） 奪命珠寶 2 （27） 種族衝突 3 （28） 愛麗絲                    | 安東尼·霍洛維茨                                                                         |

## 主要演員
- 邁克爾·基欽（英语：Michael Kitchen）：飾演縂警司克里斯托弗·福伊爾（Christopher Foyle）
- 漢尼薩科·維克絲（英语：Honeysuckle Weeks）：飾演福伊爾的助手薩曼莎·斯圖爾特（Samantha Stewart），
- 安東尼·豪威爾（英语：Anthony Howell (actor)）：飾演督察保羅·米爾納（Paul Milner）
- 儒利安·歐文登：飾演英國空軍飛行員，福伊爾之子安德烈·福伊爾（Andrew Foyle）